# Myrmarachne clavigera
Myrmarachne clavigera là một loài nhện trong họ Salticidae.
Loài này thuộc chi Myrmarachne. Myrmarachne clavigera được Tord Tamerlan Teodor Thorell miêu tả năm 1877.